# Commission scolaire de la Pointe-de-l'Île
 (septembre 2020).
Pour les raisons suivantes :
- Les commissions scolaires québécoises étaient une forme de gouvernement local composé de commissaires élus et disposant de pouvoirs de taxation. Leur admissibilité dans Wikipédia est bien établie.
- Par contre, les centres de service scolaires sont plutôt des centres administratifs relevant du ministère de l'Éducation. Leur mode de gestion et leurs pouvoirs sont différents de ceux des commissions scolaires. Leur admissibilité selon les critères de Wikipédia n'a pas encore été démontrée.
- Vu leur nature différente, les éventuels articles sur les centres de services scolaires devraient être distincts de ceux des commissions scolaires, et non des renommages de ceux-ci.
- Les contributeurs sont invités à discuter de ce sujet sur Discussion Projet:Québec.

La Commission scolaire de la Pointe-de-l'Île (CSPÎ) est une ancienne commission scolaire francophone du Québec située sur l'île de Montréal. Elle est créée par le gouvernement du Québec à la suite de la restructuration des commissions scolaires le 1er juillet 1998 sur une base linguistique. Lors de son abolition en 2020, elle regroupe plus de 43 000 élèves et 8 600 employés répartis dans 69 établissements scolaires.

## Territoire
Le territoire dans lequel le centre de services scolaire est situé dans la partie nord-est de l'Île de Montréal. Le territoire couvre une superficie de 93 kilomètres carrés qui comprend les arrondissements montréalais de Montréal-Nord, Saint-Léonard, Anjou et Rivière-des-Prairies–Pointe-aux-Trembles ainsi que la ville de Montréal-Est .

## Histoire
La Commission scolaire de la Pointe-de-l'Île a été fondée en 1998, lors de l'opération de création des commissions scolaires linguistiques en remplacement des commissions scolaires confessionnelles. Elle succède à la Commission scolaire Jérôme-Le Royer, qui était une commission scolaire catholique d’écoles francophones et anglophones créée en 1965. Comme toutes les autres commissions scolaires, la Commission scolaire de la Pointe-de-l'Île est abolie le 15 juin 2020.

## Établissements
Le centre de services scolaire de la Pointe-de-l'Île possède 76 établissements dont 50 écoles primaires, 7 écoles secondaires, 3 écoles spécialisées (primaires et secondaires) pour des élèves possédant des troubles d'adaptation sévères, 16 centres d'éducation aux adultes, une école à semestrialisation, un centre de services aux entreprises et le Centre régional de formation à distance du Grand Montréal.

### Écoles primaires
- Adélard-Desrosiers
- Albatros
- Alphonse-Pesant
- Cardinal-Léger
- Chénier
- De la Belle-Rive - Pavillon de la Pointe
- De la Belle-Rive - Pavillon des Trembles
- De la Fraternité
- Denise-Pelletier
- Des Roseraies
- Félix-Leclerc
- Ferland
- Fernand-Gauthier
- François-La Bernarde
- Gabrielle-Roy
- Général Vanier
- Jacques-Rousseau
- Jean-Nicolet
- Jean-Nicolet - Annexe
- Jules-Verne
- La Dauversière
- Lambert-Closse
- La Passerelle
- Le Carignan
- Marc-Aurèle-Fortin
- Marc-Aurèle-Fortin - Annexe
- Montmartre
- Notre-Dame
- Notre-Dame-de-Fatima
- Pie XII
- Pierre-de-Coubertin
- René-Guénette
- Saint-Joseph
- Saint-Marcel
- Saint-Octave
- Saint-Rémi
- Saint-Rémi - Annexe
- Saint-Vincent-Marie
- Sainte-Colette
- Sainte-Colette - Annexe
- Sainte-Germaine-Cousin
- Sainte-Gertrude
- Sainte-Marguerite-Bourgeoys
- Simone-Desjardins - Pavillon Gouin
- Simone-Desjardins - Pavillon Perras
- Victor-Lavigne
- Wilfrid-Bastien
- Wilfrid-Pelletier
- Wilfrid-Pelletier - Annexe

### Écoles secondaires
- Anjou
- Antoine de Saint-Exupéry
- Antoine de Saint-Exupéry - Annexe
- Calixa-Lavallée
- Daniel-Johnson
- Guy-Vanier
- Henri-Bourassa
- Jean-Grou
- de la Pointe-aux-Trembles

### Écoles spécialisées
- Le Tournesol
- Le Tournesol - Annexe
- Marc-Laflamme/Le Prélude

### Centres d'éducation aux adultes
- Anjou
- Antoine-de-Saint-Exupéry
- Ferland/La Relance
- Louis-Fréchette
- Louis-Fréchette - Annexe
- Paul-Gratton
- Paul-Gratton - Annexe

### Centres de formation professionnelle
- Amos
- Anjou
- Antoine de Saint-Exupéry
- Calixa-Lavallée
- Centre de formation des métiers de l'acier
- Daniel-Johnson
- École hôtelière de Montréal Calixa-Lavallée

### Autres
- Centre de services aux entreprises
- Centre d’évaluation du rendement en français écrit (CEFRANC)
- Centre régional de formation à distance du Grand Montréal